# Orsoy
Orsoy est une ancienne ville allemande de Rhénanie-du-Nord-Westphalie devenue depuis 1975 un quartier de la ville de Rheinberg.

## Histoire

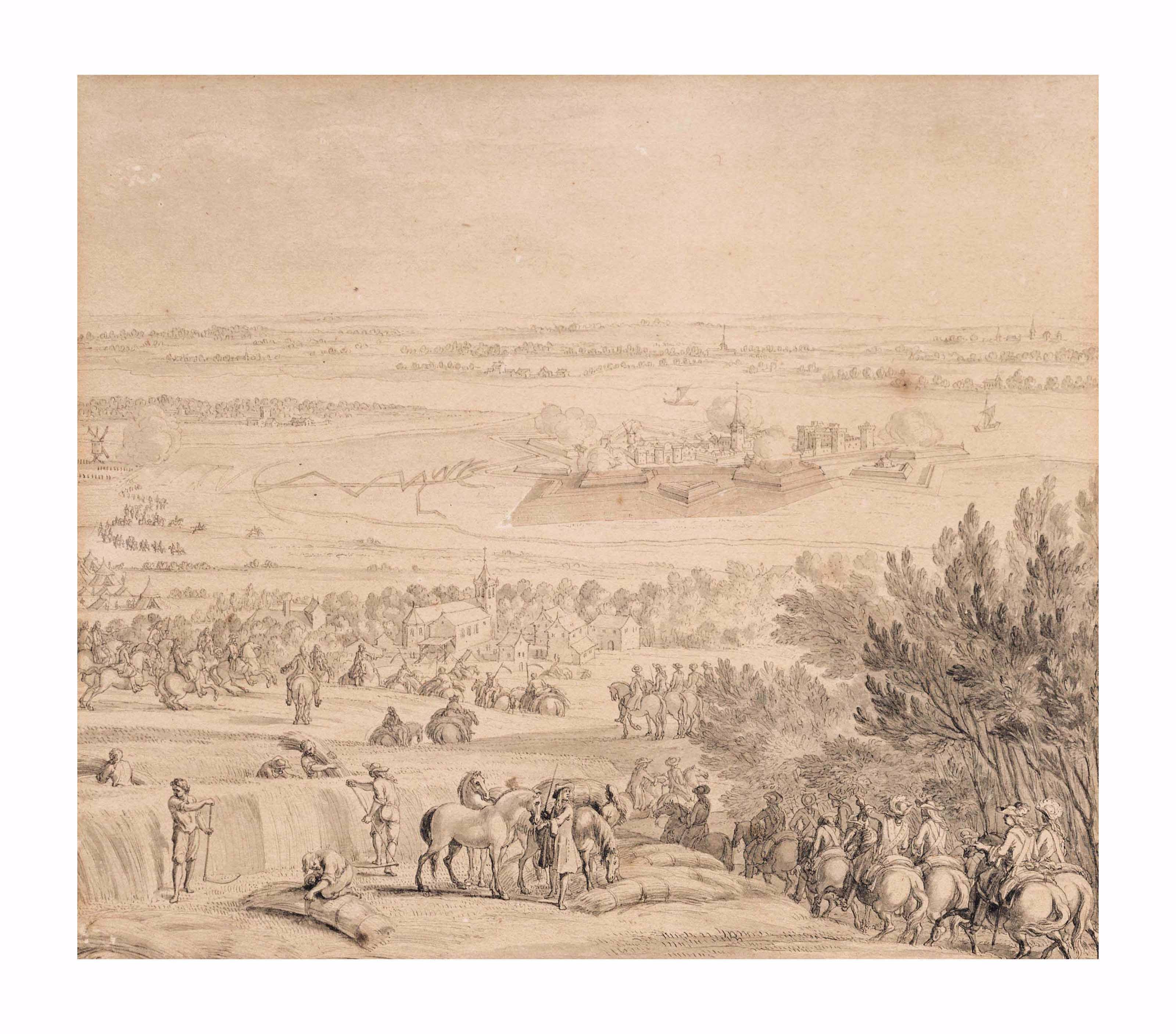
Siège d'Orsoy

Lors de la guerre de Hollande, la ville est prise en 1672 par Vauban.